# Jack Amiel e Michael Begler
Jack Amiel (...) e 
Michael Begler (...) sono due sceneggiatori statunitensi, noti soprattutto per avere ideato e scritto la serie televisiva The Knick, trasmessa da Cinemax.

## Carriera
Amiel e Begler hanno iniziato la loro collaborazione e la loro carriera da sceneggiatori negli anni novanta, scrivendo assieme singoli episodi per varie sitcom, tra cui Ma che ti passa per la testa? (1994), Il cane di papà (1995), Tutti a casa di Ron (1995) e Malcolm (2000).
Nel 2004 hanno iniziato a sceneggiare o co-sceneggiare anche lungometraggi, occupandosi esclusivamente di commedie leggere e per tutta la famiglia: Un principe tutto mio (2004), Quando meno te lo aspetti (2004), Shaggy Dog - Papà che abbaia... non morde (2006) e Qualcosa di straordinario (2012). Ad eccezione di quest'ultimo, questi film sono stati accolti negativamente dalla critica cinematografica.
In seguito hanno ideato e co-sceneggiato (con Steven Katz) la serie televisiva The Knick, diretta da Steven Soderbergh e trasmessa dal 2014 su Cinemax. La serie televisiva ha valso loro la notorietà e l'apprezzamento della critica. Il loro passaggio dalle precedenti commedie leggere a una serie impegnata con atmosfere gotiche e cupe è stato così commentato da Begler:

## Filmografia

### Cinema
- Un principe tutto mio (The Prince and Me), regia di Martha Coolidge (2004)
- Quando meno te lo aspetti (Raising Helen), regia di Garry Marshall (2004)
- Shaggy Dog - Papà che abbaia... non morde (The Shaggy Dog), regia di Brian Robbins (2006)
- Qualcosa di straordinario (Big Miracle), regia di Ken Kwapis (2012)

### Televisione
- Ma che ti passa per la testa? (Herman's Head) - serie TV, 1 episodio (1994)
- Il cane di papà (Empty Nest) - serie TV, 1 episodio (1995)
- Tutti a casa di Ron (Minor Adjustments) - serie TV (1995)
- The Wonderful World of Disney - serie TV, 1 episodio (1998)
- The Tony Danza Show - serie TV, 2 episodi (1998)
- Malcolm (Malcolm in the Middle) - serie TV, 1 episodio (2000)
- Hell on Earth, regia di Dennie Gordon - film TV (2007)
- The Knick - serie TV, 16 episodi (2014-2015)

## Riconoscimenti
- 2015 – Writers Guild of America Award[3]
  - Candidati per la miglior nuova serie televisiva, per The Knick